# Журавне (Хмільницький район)
Жура́вне —село в Україні, у Хмільницькій міській громаді Хмільницького району Вінницької області . Населення становить 1340 осіб.

## Історія
12 червня 2020 року, відповідно до Розпорядження Кабінету Міністрів України № 707-р, «Про визначення адміністративних центрів та затвердження територій територіальних громад Вінницької області», увійшло до складу Хмільницької міської громади.
19 липня 2020 року, в результаті адміністративно-територіальної реформи і ліквідації Літинського району, село увійшло до складу новоутвореного Хмільницького району.

## Пам'ятки
У селі є Церква Різдва Пресвятої Богородиці ПЦУ, пам'ятка архітектури місцевого значення збудована у 1777 році.

## Персоналії
В селі похований Скляров Дмитро Сергійович — молодший сержант Збройних сил України, учасник російсько-української війни.